# فرشتگان چارلی (فیلم ۲۰۱۹)
فرشتگان چارلی (انگلیسی: Charlie's Angels) یک فیلم در سبک اکشن، ماجراجویی، و کمدی به کارگردانی الیزابت بنکس است که در سال ۲۰۱۹ منتشرشد. این فیلم بر اساس یک مجموعهٔ تلویزیونی موفق ساخته شده‌است.

## دربارهٔ فیلم
الیزابت بنکس علاوه بر کارگردانی، بازیگر و همچنین یکی از تهیه‌کنندگان این فیلم است. کریستن استوارت عضو گروه بزرگی از نسل جدید فرشتگان است که برای شخصیت مرموز چارلی کار می‌کنند. این گروه بیشتر با نام فرشتگان چارلی شناخته می‌شود؛ فرشتگان چارلی تیم بسیار با استعداد و آموزش‌دیده‌ای هستند که در سطح جهانی خدمات امنیتی و اطلاعاتی را به مشتریان خصوصی ارائه می‌دهند.

## بازیگران
- کریستن استوارت
- نائومی اسکات
- الیزابت بنکس
- نوحا سنتینو
- سم کلفلین
- پاتریک استوارت
- جایمن هانسو
- الا بالینسکا